# Miramar (Panama, Bocas del Toro)
Pour les articles homonymes, voir Miramar.
Miramar est un corregimiento situé dans le district de Chiriquí Grande, province de Bocas del Toro, au Panama. En 2010, la localité comptait 1 232 habitants.

## Démographie
En 2010, elle avait une population de 1 232 habitants selon les données de l'Institut national des statistiques et du recensement et une superficie de 26,9 km2, ce qui équivaut à une densité de population de 45,8 habitants par km2.

### Statistiques ethniques
- 76,95 % chibchas[3]
- 14,28 % mestizos
- 8,77 % afro-panaméens[3]

La population est généralement ngäbe et buglé.